# Strophius nigricans
Strophius nigricans là một loài nhện trong họ Thomisidae.
Loài này thuộc chi Strophius. Strophius nigricans được Eugen von Keyserling miêu tả năm 1880.